# Comuna Pojejena, Caraș-Severin
Pojejena (română 1924: Pojejena Română, anterior Pojejena de Jos, sârbă Пожежена) este o comună în județul Caraș-Severin, Banat, România, formată din satele Belobreșca, Divici, Pojejena (reședința), Radimna și Șușca. Comuna actuală încorporează și fosta localitate Pojejena Sârbească sau Pojejena de Sus.
Pojejena este situată în Clisura Dunării pe malul stâng, în amonte de Moldova Nouă cu 12 km. Localitatea este situată pe malul stâng al Dunării, între kilometru fluvial 1054 – 1062, înconjurată la nord de piemonturi ale căror înălțimi nu depășesc 300 m, altitudinea zonei oscilând între 110–130 m, fiind una din cele mai importante localități din Clisura Dunării.
Numele satului provine de la Possesena, un vechi castru roman.

## Biserica ortodoxă din Pojejena

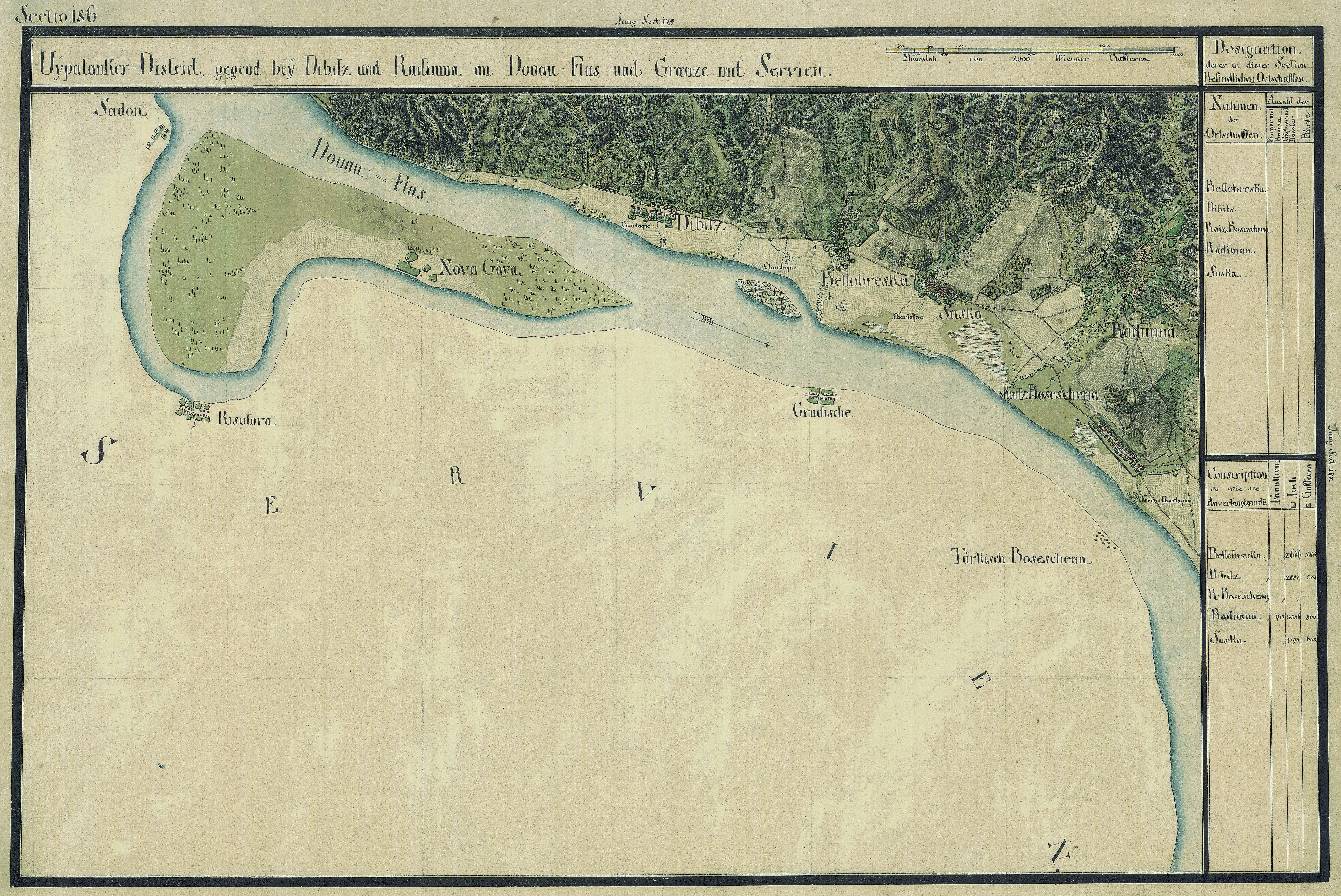
Pojejena în Harta Iosefină a Banatului, 1769-72

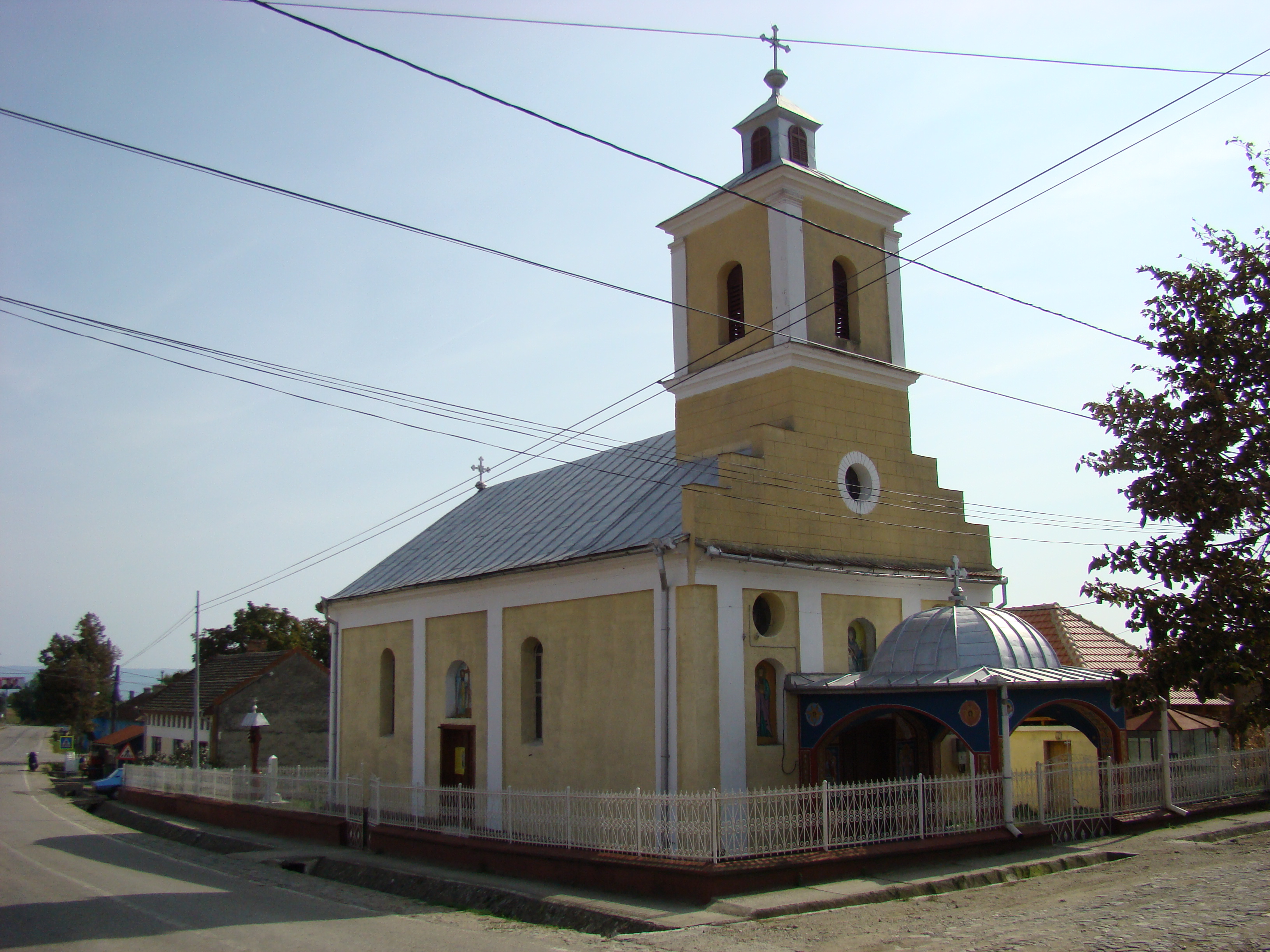
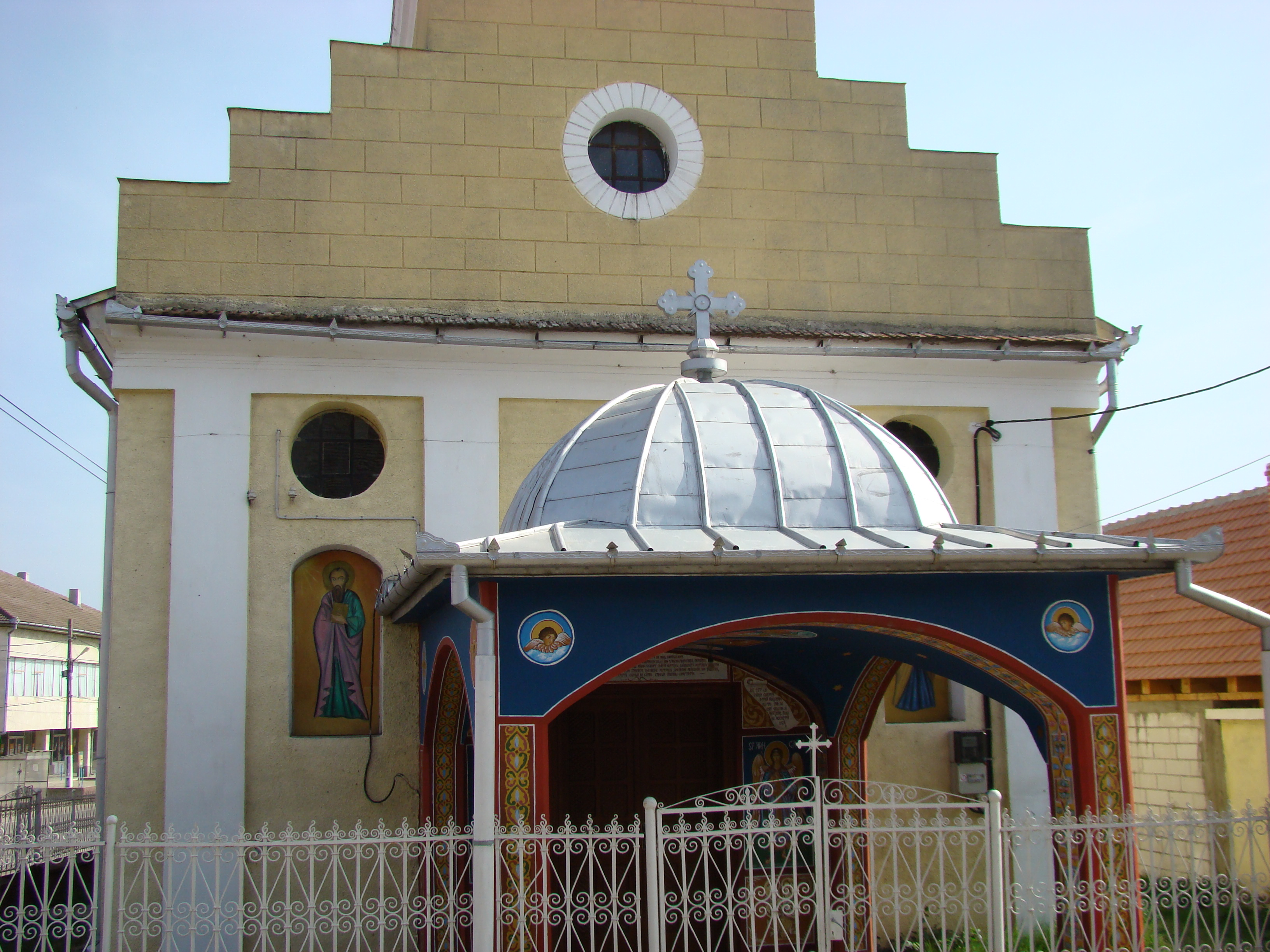

## Demografie
Componența etnică a comunei Pojejena
     Români (53,05%)
     Sârbi (40,31%)
     Alte etnii (1,33%)
     Necunoscută (5,31%)
Componența confesională a comunei Pojejena
     Ortodocși (43,05%)
     Ortodocși sârbi (37,66%)
     Baptiști (11,29%)
     Alte religii (1,89%)
     Necunoscută (6,11%)
Conform recensământului efectuat în 2021, populația comunei Pojejena se ridică la 2.488 de locuitori, în scădere față de recensământul anterior din 2011, când fuseseră înregistrați 2.884 de locuitori. Majoritatea locuitorilor sunt români (53,05%), cu o minoritate de sârbi (40,31%), iar pentru 5,31% nu se cunoaște apartenența etnică. Din punct de vedere confesional, cei mai mulți locuitori sunt ortodocși (43,05%), cu minorități de ortodocși sârbi (37,66%) și baptiști (11,29%), iar pentru 6,11% nu se cunoaște apartenența confesională.

## Politică și administrație
Comuna Pojejena este administrată de un primar și un consiliu local compus din 11 consilieri. Primarul, Mira Radovancovici[*], de la Partidul Social Democrat, este în funcție din 2016. Începând cu alegerile locale din 2024, consiliul local are următoarea componență pe partide politice:
|  | Partid                          | Consilieri | Componența Consiliului | Componența Consiliului | Componența Consiliului | Componența Consiliului | Componența Consiliului | Componența Consiliului |
|  | ------------------------------- | ---------- | ---------------------- | ---------------------- | ---------------------- | ---------------------- | ---------------------- | ---------------------- |
|  | Partidul Social Democrat        | 6          |                        |                        |                        |                        |                        |                        |
|  | Uniunea Sârbilor din România    | 2          |                        |                        |                        |                        |                        |                        |
|  | Partidul Național Liberal       | 2          |                        |                        |                        |                        |                        |                        |
|  | Alianța pentru Unirea Românilor | 1          |                        |                        |                        |                        |                        |                        |

## Personalități născute aici
- Dragan Stoianovici (1938 - 2024), profesor universitar, specialist în filozofie;
- Slavomir Gvozdenovici (n. 1953), om politic, scriitor.